# Ештрела Негра (Болама)
Ештрела Негра ді Болама або просто Болама (порт. Estrela Negra de Bolama) — професіональний футбольний клуб з Гвінеї Бісау, який базується в місті Болама, який знаходиться на архіпелазі Бижагош.

## Історія
Команду було засновано в 1937 році в місті Болама на архіпелагі Бижагош і є найстарішим футбольним клубом не лише міста, але й усього архіпелагу. «Ештрела Негра» грав у аматорському чемпіонаті, другому дивізіоні, а також двічі (2005 та 2015 роках) у  вищому дивізіоні національного чемпіонату. Найбільшим досягненням клубу стала перемога в Національному кубку 1980 року. Нещодавно клуб вилетів до Другого дивізіону національного чемпіонату, де й зараз виступає.

## Стадіон
Домашні матчі «Ештрела Негра» проводить в на стадіоні «Арена ді Болама», який вміщує 5 000 уболівальників.

## Досягнення
- Кубок Гвінеї-Бісау з футболу:
  -  Володар (1): 1980

## Статистика виступів у національних турнірах
| Сезон   | Див. | Міс. | Іг. | В | Н | П  | ЗМ | ПМ | РМ  | О  | Кубок      | Примітки |
| ------- | ---- | ---- | --- | - | - | -- | -- | -- | --- | -- | ---------- | -------- |
| 2003/04 | 1    | 8    | 18  | 4 | 4 | 10 | 24 | 37 | -13 | 16 |            |          |
| 2004/05 | 1    | 8    | 21  | 7 | 3 | 11 | 35 | 37 | -2  | 24 | Переможець |          |